# Knez Branimir
Knez Branimir (Branimerus, Branimirus, Brannimerus, Brenamir), bio je od 879 do 892. godine jedan od slovenskih vladara. Na vlast je došao nakon nasilnog svrgavanja sa vlasti svog prethodnika, provizantijski orijentisanog kneza Zdeslava (878 — 879.). Za njega se na osnovu pisanja mletačkog hroničara Ivana Đakona..neki Slaven po imenu Brenamir prisvojio je vlast u Zdeslavovoj kneževini, pretpostavlja da nije pripadao vladarskoj lozi Domagoj kako to neki misle, iako je imao posede na području Ravnih kotara. Uz Trpimira, smatra se najznačajnijim slovenskim vladarem u 9. veku.

## Titula
Titule princeps i comes Branimi Branimir je dobio od papske kancelarija, dok na kamenim spomenicima uz oznaku dostojanstva dominus nosi i naziv comes i dux. 

## Istorija
Kneževina Hrvatska koja se u 9. veku nalazila na granici latinskog zapada (Franačko carstvo) i grčkog istoka (Vizantijsko carstvo), na čelu sa njenim vladarima imala je jako izraženu težnju da ostvari nezavisnost u odnosu na dve velesile iz okruženja, i svoju vlast veže uz papu kao poglavara rimske Crkve — kako bi od Papske Države, Hrvatska kneževina stekla potvrdu svoje vlasti. Nakon što je Branim izrazio vernost papi Jovanu VIII, on ga je, zajedno sa narodom i njegovom državom, blagoslovio 21. maja 879. u crkvi Svetog Petra u Rimu. Taj blagoslov prema tadašnjemu međunarodnom pravu — u skladu s ideologijom papinskog univerzalizma i njegovim pravom priznavanja zakonitosti vlasti i vladara – proglasilo je Branimira za zakonitog vladara Hrvatske, kao nezavisne države. 
Čvrsta veza sa Papskom državom, koju je Branimir za vreme svoje vladavine uspostavio, nastaviće da traje i za vreme kasnijih hrvatskih vladara.

## Značaj Branimirove vladavine
Branimirova vladavine  u kojoj je on izgrađivao političke odnose u Evropi ne oslanjajući se ni na Vizantiju ni na Franačku državu, imala je za cilj da oslobodi Hrvatsku političkog uticaja velikih sila i učiniti je samostalnom kneževinom. Tako je vlast Branimira donela Hrvatima ne samo političku samostalnost već i jačanje veza s Rimom, koji su rezultovale verskim i kulturnim preporodom koji se ogledao pre svega u izraženoj crkvenoj graditeljskoj delatnost koju je dominantno sprovodio ninski biskup Teodosije. Tada su širom Branimirove kneževine izgrađene mnoge nove crkve, mogi antički objekti prilagođeni novoj nameni, a starije sakralne građevine obnovljene ili dograđene.   
O knezu Branimiru, periodu i značaju njegove vladavine, od svih ranosrednjovekovnih vladara hrvatske države, ostalo je najviše pisanih dokumentacija. Uz brojne epigrafske spomenike, za njim je ostala korespondencija sa papom Ivanom VIII, zapis njegovog imena i imena njegove žene kneginje Maruše (Mariosa cometissa) u Čedadskom evangelijaru itd. 
Iako se od sredine 9. veka u hrvatskoj javlja velik uzlet graditeljstva, u Branimirovo vreme on je punim intenzitetom nastavljen i tokom cele druge polovine 9. veka, pre svaga zahvaljući Branimirovoj vladavini, za koju se vezuje vrhunac definisanja hrvatskog prostora, završetak procesa pokrštavanja, koje je vidljiv kroz crkveno graditeljstvo i brojne pogrebne običaje.
Bilo je to vreme spomenički bogatog predromanskog umetničkog i stilskog izražaja. U kome je nastala brojna epigrafska spomenička građa sa imenom Branimira, najčešće uklesivanim imenom u spomeničkoj baštini iz perioda ranih hrvatskih vladara. Među njima se posebno izdvaja onaj iz Muća Gornjeg, na kome je uz Branimirovo ime uklesana i godina 888, što je prva dokumentovana godina na jednom hrvatskom srednjovekovnom epigrafskom spomeniku.

## Spoljašnje veze
- Pisma pape Ivana VIII. Branimiru, Teodoziju, hrvatskom svećenstvu i narodu i dalmatinskim biskupima

| Prethodni: Zdeslav (878 — 879) | Knezovi primorske Hrvatske: Branimir (879 — 892.) | Naslednik: Muncimir (892 — 910) |
| ------------------------------ | ------------------------------------------------- | ------------------------------- |